# Consonne fricative rétroflexe sourde
Cette page contient des caractères spéciaux ou non latins. S’ils s’affichent mal (▯, ?, etc.), consultez la page d’aide Unicode.
La consonne fricative rétroflexe sourde est un son consonantique assez peu fréquent dans les langues parlées. Le symbole dans l’alphabet phonétique international est [ʂ]. Ce symbole représente la lettre latine S minuscule, avec un crochet rétroflexe (descendant vers la droite) accroché à l’extrémité de son bras inférieur.

## Caractéristiques
Voici les caractéristiques de la consonne fricative rétroflexe sourde.
- Son mode d'articulation est fricatif, ce qui signifie qu’elle est produite en contractant l’air à travers une voie étroite au point d’articulation, causant de la turbulence.
- Son point d’articulation est rétroflexe, ce qui signifie qu'elle est articulée avec la pointe de la langue retournée contre le palais.
- Sa phonation est sourde, ce qui signifie qu'elle est produite sans la vibration des cordes vocales.
- C'est une consonne orale, ce qui signifie que l'air ne s’échappe que par la bouche.
- C'est une consonne centrale, ce qui signifie qu’elle est produite en laissant l'air passer au-dessus du milieu de la langue, plutôt que par les côtés.
- Son mécanisme de courant d'air est égressif pulmonaire, ce qui signifie qu'elle est articulée en poussant l'air par les poumons et à travers le chenal vocatoire, plutôt que par la glotte ou la bouche.

## En français
Le français ne possède pas le [ʂ].

## Autres langues
Dans certaines langues comme le mandarin ou le sanskrit, la différence entre [ʂ] et [ɕ] ou [ʃ] est phonémique.